# Val Rezzo
Val Rezzo (Vall Rezz in dialetto comasco, AFI: /valˈrɛts/) è un comune italiano di 170 abitanti della provincia di Como in Lombardia. Secondo i dati ISTAT, Val Rezzo è il comune con reddito medio pro capite più basso (2069 €).

## Storia
Bùggiolo (Buggioeu in dialetto comasco, AFI: [byˈdʒøː]) era un piccolo centro abitato di antica origine, storicamente appartenuto alla pieve di Porlezza, parte del territorio milanese.
Nel 1786, nell'ambito della riforma delle circoscrizioni della Lombardia austriaca, Buggiolo fu assegnata alla provincia di Como, ritornando però già nel 1791 sotto quella di Milano.
In età napoleonica, nel 1807, al comune di Buggiolo fu aggregato il comune di Seghebbia, ma dopo soli cinque anni, nel 1812, anche il comune di Buggiolo fu soppresso e aggregato a Corrido Tutti i centri recuperarono l'autonomia nel 1816, in seguito all'istituzione del Regno Lombardo-Veneto.
Il comune di Val Rezzo venne creato nel 1928 dalla fusione dei comuni di Buggiolo e Seghebbia. Originariamente denominato Rezzo Cavargna, il comune assunse il nome attuale, derivato da quello dell'omonima valle, nel 1929.
Nel secondo dopoguerra, singolare è il fatto che il presbitero Nemesio Farina, parroco negli anni tra 1931 e 1949, sia stato eletto sindaco, trovandosi anche a ricoprire l'incarico di maestro elementare.
Se nel 1861 — anno di proclamazione del Regno d'Italia — Buggiolo contava 153 abitanti, oggi i residenti sono solo 106.

### Simboli
Lo stemma e il gonfalone sono stati concessi con DPR dell'8 marzo 2024. Vi sono rappresentati su fondo di azzurro un forno fusorio che rappresenta il lavoro del ferro, storicamente fondamentale per la Val Rezzo, e il rododendro, cespuglio caratteristico delle montagne della Val Rezzo; due stelle nel capo simboleggiano le frazioni di Buggiolo e di Seghebbia. Il gonfalone è un drappo di bianco.

## Monumenti e luoghi d'interesse

### Architetture religiose
- Chiesa di Santa Maria Assunta, risalente al XVI secolo[12] e, nel 1641,[13] eretta a parrocchiale di Buggiolo[14] dall'arcivescovo Cesare Monti,[15] che così la rese indipendente dalla parrocchia di Cavargna[13].
- Oratorio di San Rocco confessore a Seghebbia, già esistente nel XVI secolo[14] e citato tra le dipendenze della parrocchia di Buggiolo negli atti della visita pastorale dell'arcivescovo Pozzobonelli del 1751.[15] Assieme alla chiesa di Santa Maria Assunta, è citato negli atti della visita pastorale di Carlo Borromeo.[14]
- Cappella di San Carlo, localmente nota come "Cappella della Maestà", sulla strada che proveniente da Corrido.[14]

### Altro
- Resti di un forno fusorio già attivo a Buggiolo nel 1589.[14] Un altro forno fusorio era attivo a Seghebbia nel 1785.[14]

## Società

### Evoluzione demografica

#### Demografia pre-unitaria
Comune di Buggiolo
- 104 nel 1771
- 86 nel 1799
- 144 nel 1805 dopo annessione di Seghebbia
- annessione a Corrido nel 1812
- 174 nel 1853
- 153 nel 1861
- 160 nel 1881
- 170 nel 1901
- 214 nel 1921
- 168 nel 1859

(Fonte: lombardiabeniculturali)

#### Demografia post-unitaria
Abitanti censiti

## Geografia antropica
Secondo lo statuto comunale, il territorio comunale è costituito dalle frazioni di Buggiolo e Seghebbia. I due abitati sono peraltro sempre stati legati da un’unica parrocchia. La sede comunale è posta nella frazione di Buggiolo.
Secondo l'ISTAT, il territorio comunale comprende i centri abitati di Buggiolo e Seghebbia, e il nucleo abitato di Nandres.

### Annotazioni
1. ↑  Per il dialetto comasco, si utilizza l'ortografia ticinese, introdotta a partire dal 1969 dall'associazione culturale "Famiglia Comasca" nei vocabolari, nei documenti e nella produzione letteraria.

### Fonti
1. 1 2   Bilancio demografico mensile anno 2024 (dati provvisori), su demo.istat.it, ISTAT.
2. ↑   Classificazione sismica (XLS), su rischi.protezionecivile.gov.it.
3. ↑   Tabella dei gradi/giorno dei Comuni italiani raggruppati per Regione e Provincia (PDF), in Legge 26 agosto 1993, n. 412, allegato A, Agenzia nazionale per le nuove tecnologie, l'energia e lo sviluppo economico sostenibile, 1º marzo 2011,  p. 151. URL consultato il 25 aprile 2012 (archiviato dall'url originale il 1º gennaio 2017).
4. ↑  Ortografia classica.
5. ↑  Editto 26 settembre 1786 c.
6. ↑  Decreto 14 luglio 1807.
7. ↑  Decreto 30 luglio 1812.
8. ↑  Notificazione 12 febbraio 1816.
9. 1 2   Art. 4 comma 3 dello statuto comunale, su comune.valrezzo.co.it. URL consultato il 25 settembre 2012 (archiviato dall'url originale il 4 novembre 2012).
10. ↑  Regio Decreto 14 febbraio 1929, n. 262.
11. ↑   Tavola: Popolazione residente per sesso - Como (dettaglio loc. abitate) - Censimento 2001, su dawinci.istat.it. URL consultato il 25 settembre 2012 (archiviato dall'url originale il 12 giugno 2018).
12. ↑   Chiesa di S. Maria Assunta - complesso, Via Don Felice Sambruna - Val Rezzo (CO), su Architetture – Lombardia Beni Culturali. URL consultato il 13 aprile 2020.
13. 1 2  Frigerio, p. 144.
14. 1 2 3 4 5 6  Borghese, p. 423.
15. 1 2   SIUSA - Parrocchia di S. Maria Assunta in Val Rezzo, su siusa.archivi.beniculturali.it. URL consultato il 13 aprile 2020.
16. ↑  Statistiche I.Stat ISTAT  URL consultato in data 28-12-2012.
Nota bene: il dato del 2021 si riferisce al dato del censimento permanente al 31 dicembre di quell'anno. Fonte:  Popolazione residente per territorio - serie storica, su esploradati.censimentopopolazione.istat.it.
17. ↑   Art. 4 comma 1 dello statuto comunale, su comune.valrezzo.co.it. URL consultato il 25 settembre 2012 (archiviato dall'url originale il 4 novembre 2012).
18. ↑   ISTAT - Dettaglio località abitate, su dawinci.istat.it. URL consultato il 25 settembre 2012 (archiviato dall'url originale il 12 giugno 2018).